# Johann Nepomuk Reithoffer
Johann Nepomuk Reithoffer (Valtice (Alsó-Ausztria), 1781. április 13. – Mauer, 1872. május 6.) osztrák vállalkozó, az alsó-ausztriai k. k. Landesbefugte Gummielasticum- und Guttaperchawarenfabrik alapítója Wimpassingban, amely más vállalatokkal való egyesülés után 1912-ben a Semperit vállalat lett.

## Életpályája
Johann Reihoffer kezdetben apjától tanulta ki a szabó mesterséget. Vándorlása során, amely Párizsba vezetett, kémiai előadásokat hallgatott a Sorbonne-on. Visszatérése után Nikolsburgban telepedett le. Felesége hozományának segítségével 1807-ben saját szabóságot nyitott. Elsősorban vízálló szövetek gyártásával foglalkozott, amelyre 1824-ben szabadalmat kapott. Mivel a többi szabó bojkottálta, a Bécs melletti Roßauba költözött.
1828-ban Reithoffer szabadalmat kapott a gumiszálak gépi szövésére, amelyet 1831-ben a kizárólagos gyártás kiváltsága követett. Ezt nevezhetjük a gumiipar születésének. Az alsó-ausztriai Wimpassingban vásárolt egy olcsó telket, ahol gumigumi és guttapercha árukat kezdett gyártani. Már 1843-ban 140 munkást és 70 mesterembert foglalkoztatott. Az 1845-ös ipari kiállításon termékei aranyérmet kaptak.
A vállalat tovább bővült, és 1853-ban átadta az irányítást fiainak, Eduardnak, Ludwignak, Rudolfnak és Moritznak.
Reithoffer 1872-ben halt meg. A Semperit AG elődje abban az évben már 800 főt foglalkoztatott.

## Emlékezete
1895-ben teret neveztek el róla a bécsi Rudolfsheim-Fünfhausban (15. kerület).

## Fordítás
Ez a szócikk részben vagy egészben  a   Johann Nepomuk Reithoffer című német Wikipédia-szócikk ezen változatának fordításán alapul.  Az eredeti cikk szerkesztőit annak laptörténete sorolja fel. Ez a jelzés csupán a megfogalmazás eredetét és a szerzői jogokat jelzi, nem szolgál a cikkben szereplő információk forrásmegjelöléseként.